# Старый Борок (Псковская область)
Старый Борок — деревня в Дедовичском районе Псковской области России. Входит в состав Шелонской волости.

## География
Деревня находится в восточной части Псковской области, в зоне хвойно-широколиственных лесов, на левом берегу реки Липни, на расстоянии примерно 7 километров (по прямой) к востоку от посёлка городского типа Дедовичи, административного центра района. Абсолютная высота — 74 метра над уровнем моря.

### Климат
Климат характеризуется как переходный от морского к умеренно континентальному, со снежной мягкой зимой и прохладным летом. Средняя многолетняя температура самого холодного месяца (января) составляет −7,5°С, температура самого тёплого (июля) — +17,4°С. Среднегодовое количество осадков — 603 мм.

### Часовой пояс
Деревня Старый Борок, как и вся Псковская область, находится в часовой зоне МСК (московское время). Смещение применяемого времени относительно UTC составляет +3:00.

## Население
| 2001 | 2002 | 2010 |
| ---- | ---- | ---- |
| 13   | ↘10  | ↘4   |

Согласно результатам переписи 2002 года, в национальной структуре населения русские составляли 100 %.
- В селе родились Екатерина (1924), Нина (1926), Нинель (1928), Анастасия (1931) и Галина Фёдоровы, создавшие в середине 1940-х годов женский вокальный ансамбль «Сёстры Фёдоровы».